# Alexandre Aubert
Alexandre Aubert (ur. 20 maja 1979 w Saint-Dié-des-Vosges) – francuski biathlonista.
Najwyższe miejsce w klasyfikacji generalnej pucharu świata w biathlonie zajął w sezonie 2004/2005 – była to 52. pozycja.
Swój ostatni biathlonowy występ zanotował 17 marca 2007 podczas Pucharu IBU w Ridnaun.

## Osiągnięcia

### Mistrzostwa świata
| Rok  | Miejscowość | Konkurencje | Konkurencje | Konkurencje | Konkurencje | Konkurencje | Konkurencje | Konkurencje |
| Rok  | Miejscowość | IN          | SP          | PU          | MS          | RL          | MR          | SR          |
| ---- | ----------- | ----------- | ----------- | ----------- | ----------- | ----------- | ----------- | ----------- |
| 2005 | Hochfilzen  | –           | 16.         | 33.         | –           | –           | nd.         | –           |

### Mistrzostwa świata juniorów
| Rok  | Miejscowość | Konkurencje | Konkurencje | Konkurencje | Konkurencje | Konkurencje | Konkurencje | Konkurencje |
| Rok  | Miejscowość | IN          | SP          | PU          | MS          | RL          | MR          | SR          |
| ---- | ----------- | ----------- | ----------- | ----------- | ----------- | ----------- | ----------- | ----------- |
| 1999 | Pokljuka    | 20.         | –           | 14.         | nd.         | 6.          | nd.         | –           |